# Nordic Union
Nordic Union ist ein musikalisches Projekt des dänischen Sängers Ronnie Atkins (unter anderem Pretty Maids) und des schwedischen Gitarristen Erik Martensson (unter anderem Eclipse, WET und Ammunition).

## Bandgeschichte
2015 hatte Frontiers-Music-Präsident und A&R-Manager Serafino Perugino die Idee für ein Projekt der beiden Künstler. So schickte Erik Martensson einige Demoaufnahmen an Ronnie Atkins, die er für den dänischen Sänger komponiert hatte. Atkins zeigte sich bereit für eine Kollaboration und so verkündeten die beiden unter dem Namen Nordic Union ein gemeinsames Projekt zu haben. Zusammen mit Schlagzeuger Magnus Ulfstedt und mehren Gastgitarristen veröffentlichten sie am 29. Januar 2016 über das italienische Metal-Label Frontiers Music ihr selbstbetiteltes Debütalbum. Das Album erreichte Platz 93 der deutschen Charts und Platz 38 der schwedischen Charts.
Der Nachfolger Second Coming erschien am 9. November 2018, erneut mit Ulfstedt am Schlagzeug.
Am 12. August 2022 folgte das dritte Album Animalistic. Atkins hatte vorher eine schwere Krebsdiagnose erhalten und stürzte sich seitdem in Arbeit. So veröffentlichte er zwischen 2021 und 2022 zwei Soloalben, Ende 2021 begannen dann die Arbeiten an Animalistic. Das Album erreichte Platz 60 der deutschen Charts.

## Diskografie

### Alben
- 2016: Nordic Union (Frontiers Music)
- 2018: The Second Coming (Frontiers Music)
- 2022: Animalistic  (Frontiers Music)

### Singles
- 2022: In Every Waking Hour